# Kaestlea
Kaestlea — рід сцинкоподібних ящірок родини сцинкових (Scincidae). Представники цього роду мешкають в Південній Індії.

## Види
Рід Kaestlea нараховує 5 видів:
- Kaestlea beddomii (Boulenger, 1887)
- Kaestlea bilineata (Gray, 1846)
- Kaestlea laterimaculata (Boulenger, 1887)
- Kaestlea palnica (Boettger, 1892)
- Kaestlea travancorica (Beddome, 1870)